# Ablemma girinumu
Ablemma girinumu är en spindelart som beskrevs av Pekka T. Lehtinen 1981. Ablemma girinumu ingår i släktet Ablemma och familjen Tetrablemmidae. Inga underarter finns listade i Catalogue of Life.